# I Won’t Shake (La La Gunilla)
I Won’t Shake (La La Gunilla) är en låt som framfördes av Gunilla Persson i den tredje deltävlingen av Melodifestivalen 2024. Låten är författad av Fredrik Andersson. Framträdandet av låten innebar Perssons debut i Melodifestivalen. 
I Won't Shake kom på fjärde plats i deltävlingen och kvalificerade sig för finalkvalet,  där den åkte ut.
Låten blev dock mycket populär och gick direkt in på en andraplats på Svensktoppen, vilket var högst av alla låtar som tävlade i Melodifestivalen det året.

## Röstningsstatistik
I röstomgång 2 redovisades rösterna genom poäng från tittargrupperna. I Won't Shake fick två tolvor från åldersgrupperna 10–15 och 16–29.
| Sång                            | Åldersgrupper | Åldersgrupper | Åldersgrupper | Åldersgrupper | Åldersgrupper | Åldersgrupper | Åldersgrupper | Telefon |
| Sång                            | 3–9           | 10–15         | 16–29         | 30–44         | 45–59         | 60–74         | 75+           | Telefon |
| ------------------------------- | ------------- | ------------- | ------------- | ------------- | ------------- | ------------- | ------------- | ------- |
| "I Won't Shake (La La Gunilla)" | 3             | 12            | 12            | 3             | 3             | 5             | 8             | 10      |

## Listplaceringar
| Lista (2024)      | Högsta position |
| ----------------- | --------------- |
| Sverigetopplistan | 4               |